# Корпус королівських інженерів
Корпус королівських інженерів (англ. Corps of Royal Engineers), як правило, називається Королівські інженери (англ. Royal Engineers, RE) — Британської армії. 
Шеф Королівських інженерів — лейтенант-генерал сер Марк Манс, командувач Регіональними силами.

## Історія

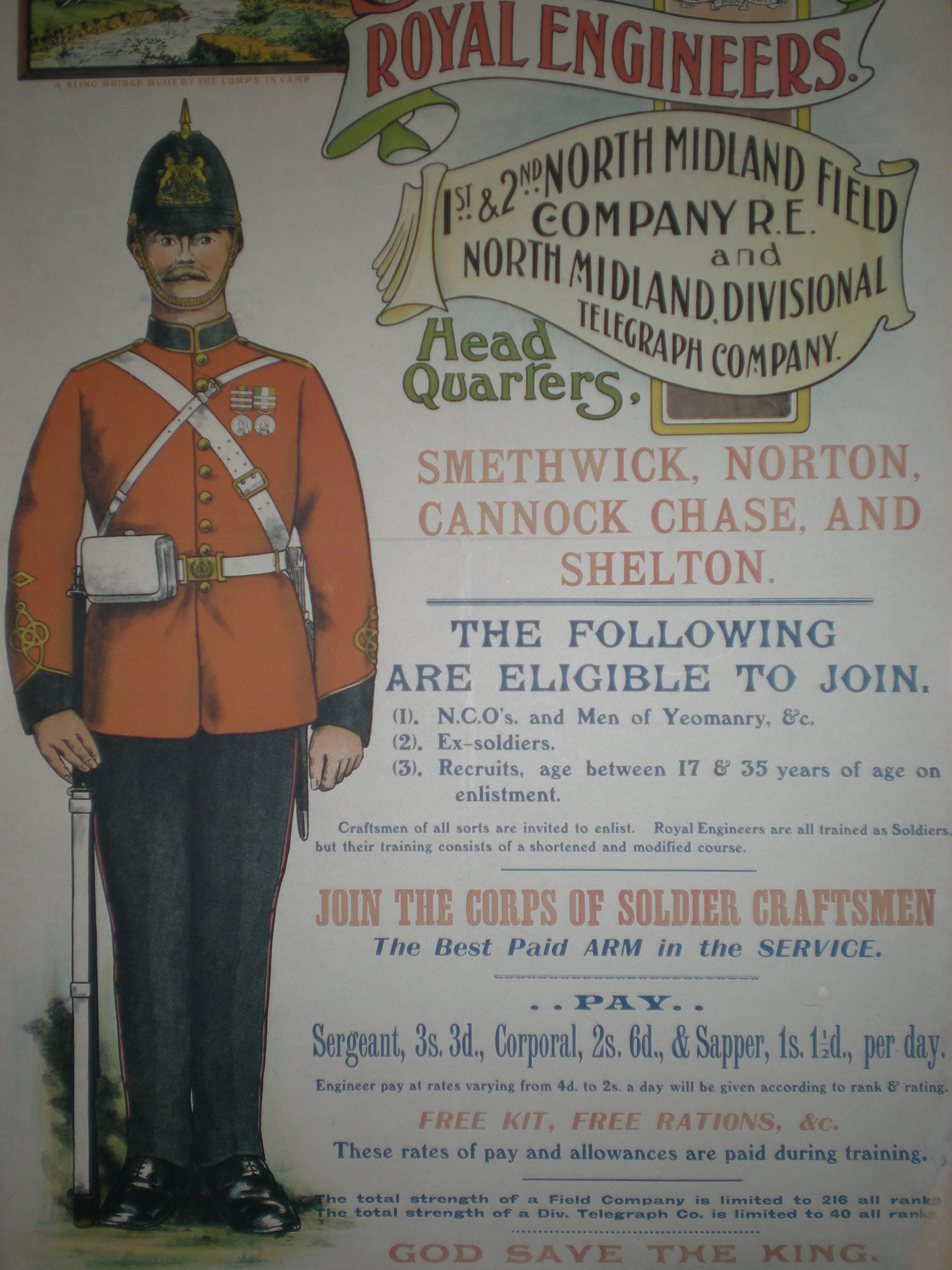
Вербувальний плакат Королівських інженерів

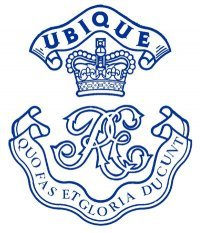
Монограма Корпусу королівських інженерів

Прапор на воротах табору Королівських інженерів

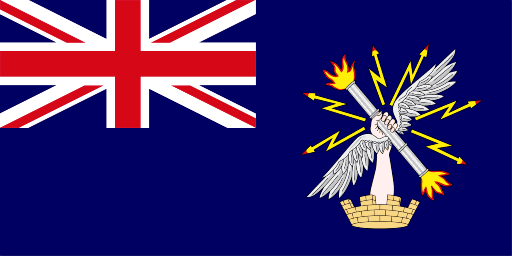
Прапор з емблемою Королівських інженерів

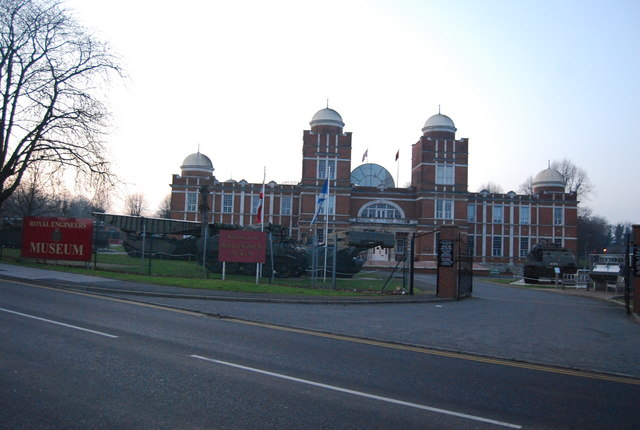
The Ravelin Building у Чатемі після переїзду Королівської школи військової техніки нині займають Інститут і Музей Корпусу.

Інженери служать в армії Британської корони з XI століття, з тих пір коли Вільгельм I Завойовник привіз в Англію перших військових інженерів. Найвідомішим з них був єпископ і архітектор Гандальф Рочестерський, який, зокрема, за наказом короля Вільгельма побудував у Лондоні Білу вежу Тауера — центральну і найдавнішу збережену до наших днів частину лондонського Тауера. Саме Гандальф Рочестерський вважається «батьком Корпусу королівських інженерів». Однак, витоки сучасного Корпусу королівських інженерів, так само як і Королівської артилерії, лежать у Палаті озброєнь яку створили у XV столітті.
Офіційно, Корпус королівських інженерів існує з 1716 року, коли у Вуліджі були сформовані Королівський полк артилерії та Інженерний корпус Британської армії (англ. The Corps of Engineers British Army), який складається виключно з офіцерів. Фізичні роботи (риття траншей, будівництво та ремонт фортифікаційних споруд і мостів, мінування і підрив) виконували цивільні ремісники і робітники, законтрактовані так званими «Технічними компаніями» (англ. The Artificer Companies). З 1747 року офіцерам Інженерного корпусу доручили також складання карт. В 1782 році для робіт в Гібралтарі була утворена «Солдатська технічна компанія» (англ. Soldier Artificer Company), поклавши початок залучення на військову службу робітників. У 1787 році Інженерний корпус отримав приставку Королівський і прийняв свою нинішню назву. У тому ж році був сформований Корпус Королівських військових ремісників (англ. Corps of Royal Military Artificers), що складається з унтер-офіцерів і рядових, в той час як корпус інженерів як і раніше залишався офіцерським. У 1797 році «Солдатська технічна компанія» в Гібралтарі, яка всі ці роки залишалася окремою структурою, була поглинена корпусом, який у 1812 році був перейменований в Корпус королівських саперів та мінерів (англ. Corps of Royal Sappers and Miners.
В 1800-х роках Королівські інженери реалізували маштабну фортифікаційну програму, ініційовану принцом Фредеріком, герцогом Йоркським і Олбані для захисту Британії від вторгнення Наполеона. В її рамках були спроектовані і побудовані значні укріплення на західних висотух у Дувра, вежі Мартелло вздовж узбережжя Кента і Сассексу і Королівський військовий канал між Сибруком поблизу Фолкстона і Кліфф-Ендом недалеко від Гастінгса.
В 1812 році через гостру нестачу кваліфікованих кадрів для Корпусів королівських інженерів і саперів було засновано Установу королівських інженерів (англ. Royal Engineer Establishment). Її першим директором став майор Корпусу Чарльз Пасли. Школу розмістили у Чатемі. У 1868 році перейменовано на Школу військової техніки, а сучасна назва — Королівська школа військової техніки (англ. Royal School of Military Engineering, RSME) отримано у 1962 році.
У 1832 році девізом корпусу стала латинський вираз «Всюди! Ведені правом і славою!» (лат. Ubique! Quo Fas et Gloria Ducunt; англ. Everywhere That Right And Glory Lead) Девіз означав, що корпус брав участь у всіх великих конфліктах британської армії, а також майже у всі другорядних.
У 1855 році Палата озброєнь була розпущена і Королівські інженери, Королівські сапери і мінери, а також Королівська артилерія були передані у ведення Головнокомандувача британської армії, таким чином поєднуючи їх з іншою частиною армії. У наступному році, Королівські інженери і Королівські сапери і мінери стали єдиним Корпусом королівських інженерів і їх штаб-квартира була переміщена з Королівського арсеналу у Вулиджі у Чатем (Кент).
Під час Кримської війни (1853-1856) Корпус королівських інженерів починає займатися облаштуванням для армійських потреб телеграфних ліній, а пізніше і сигнальної системи оповіщення. Тоді ж, у 1850-х роках, при корпусі з'являються водолазні підрозділи. В 1862 році до Корпусу королівських інженерів включають офіцерів і рядових з інженерних підрозділів Армій президентств, які раніше підпорядковувалися Британській Ост-Індській компанії.
У 1870 році у складі Корпусу з'явився Телеграфний загін (англ. Telegraph Troop). Пізніше загін був перетворений у Телеграфний батальйон Королівських інженерів (англ. Telegraph Battalion Royal Engineers), потім в Службу зв'язку Королівських інженерів (англ. Royal Engineers Signals Service), а у 1920 році став незалежним Королівським корпусом зв'язку.

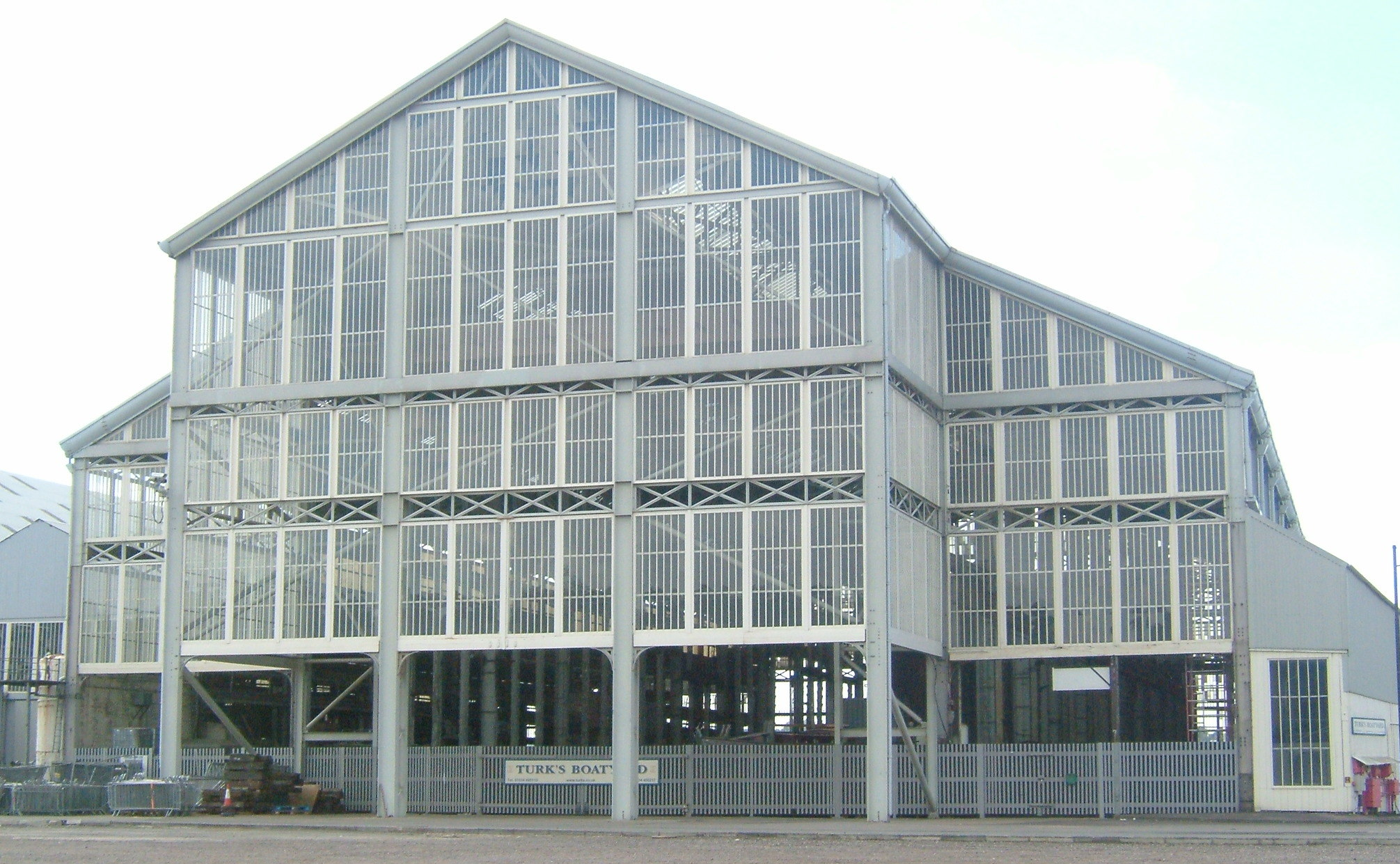
7-й сліп Королівської військово-морської верфі у Чатемі спроектований полковником Корпусу Годфрі Гріном

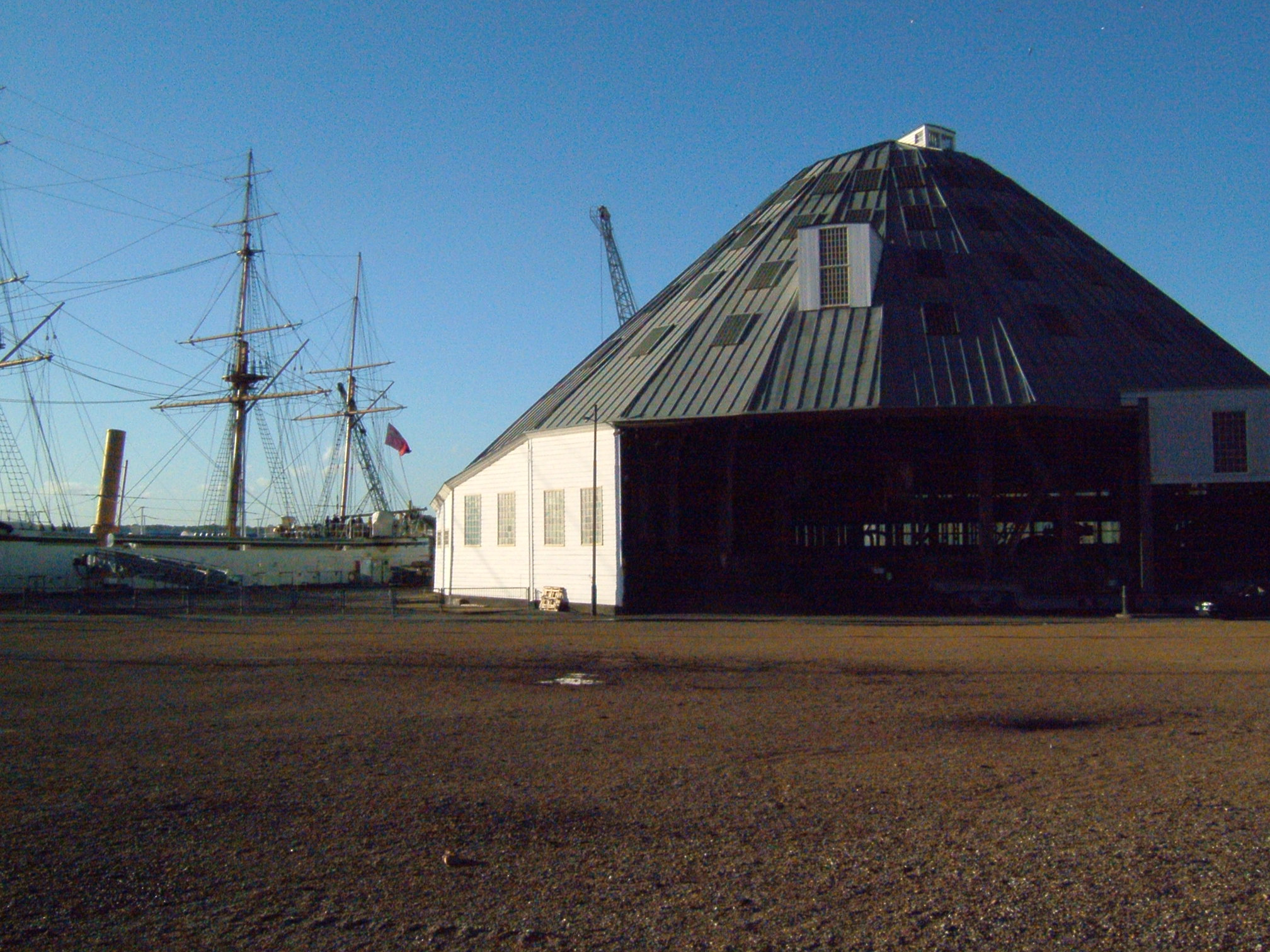
3-й сліп Королівської військово-морської верфі у Чатемі спроектований і побудований Корпусом

У 1875 році при Корпусі був створений Інститут Королівських інженерів (англ. Institution of Royal Engineers). Нині цей заклад знаходиться в одному приміщенні з Музеєм Королівських інженерів, на території Королівської школи військової техніки у Бромптоні (Кент).
У 1873 році капітан Королівських інженерів Генрі Брандрет був призначений директором Департаменту архітектури та цивільного будівництва, пізніше він очолив Департамент робіт Британського Адміралтейства. Після цього призначення багато офіцерів Корпусу наглядали за інженерними роботами на військово-морських верфях у різних частинах світу. Капітан Корпусу Томас Моулд розробив проект залізного даху на кроквах для покриття 4-го, 5-го і 6-го сліпів Королівської військово-морської верфі у Чатемі. Полковник Королівських інженерів Годфрі Грін, який раніше служив у Бенгальському корпусі саперів і шахтарів, спроектував 7-й сліп, а пізніше керував його зведенням. У 1886 році майор Корпусу Генрі Пілкінгтон був призначений Керівником будівництва Королівської військово-морській верфі у Чатемі, пізніше він був директором з інженерії в Адміралтействі (1890 рік) і Головним інженером Naval Loan Works, де він відповідав за розширення всіх основних верфей Королівського флоту, як в Англії, так і за її межами.
В 1882 році було утворено Поштове відділення корпусу. У 1884 році створено Телеграфний резерв Королівських інженерів (англ. Royal Engineers Telegraph Reserve). У 1913 році обидва підрозділи об'єднані в Спеціальний резерв (Поштова секція) Королівських інженерів (англ. Royal Engineers (Postal Section) Special Reserve). Пізніше Спеціальний резерв був перетворений в Оборонну поштову та кур'єрську службу (англ. Defence Postal and Courier Service), яка залишалася частиною Корпусу королівських інженерів до формування в 1993 році Королівського логістичного корпусу.
У 1911 році при Корпусі був сформований свій Повітряний батальйон, який налічував у своїх лавах 14 офіцерів та 150 рядових, перший льотний підрозділ Британських збройних сил, який став передвісником Королівського льотного корпусу і Королівських військово-повітряних сил.
У 1915 році в умовах «окопної війни» і у відповідь на німецькі дії проти британських укріплень при Корпусі формуються тунельні компанії (англ. tunnelling companies), спеціальні підрозділи, які  займалися підривом німецьких укріплень. Загальна чисельність службовців тунельних команд доходила до 35 тисяч осіб. Складали їх в основному з досвідчених вугільників, завдяки чому британці змогли значно випередити німців у швидкості риття тунелів. 7 червня 1917 року британські інженери поклали початок Месинській операції, підірвавши біля бельгійського міста Месен 19 зарядів загальною вагою понад 450 тонн. В результаті підриву своїх укріплень, Рейхсвер втратили до 10 000 чоловік. Цей вибух досі залишається одним з найпотужніших рукотворних неядерних вибухів в історії людства. У 1917 році тунельні команди починають облаштовувати глибокі землянки для захисту військ від артилерійських обстрілів.
Перед початком Другої світової війни, новобранці Корпусу повинні були бути зростом не менше 5 футів 4 дюймів (1 метр 62,56 см) або 5 футів 2 дюйми для кінних відділень (1 метр 57,48 см). Солдат зараховували на службу в Корпус на шість років і ще на шість років в запасі або чотири роки і вісім років. На відміну від більшості корпусів і полків, в яких верхня вікова межа був 25, чоловіки могли вступити на службу в Королівські інженери до 35 років. Навчання новобранців проходили в Королівському інженерному депо (англ. Royal Engineers Depot) в Чатеме або Королівському інженерному кінному депо (англ. Royal Engineers Mounted Depot) в Олдершоте.

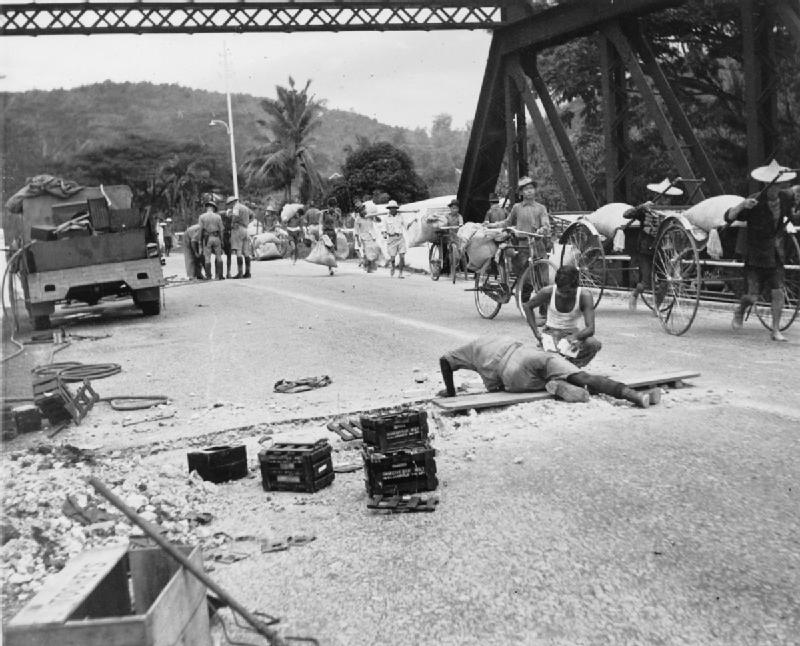
Сапери готують до знесення міст в Малайї

Під час Другої світової війни Королівські інженери займалися розмінуванням, будівництвом мостів, в тому числі понтонних тощо. Багато в чому завдяки корпусу вдало пройшла висадка союзних військ у Нормандії 6 червня 1944 року.
Аж до 1965 року Корпус королівських інженерів відповідав за залізничний і внутрішній водний транспорт Британської армії, портові операції та управління рухом, поки ці функції не були передані новому Королівському корпусу транспорту.

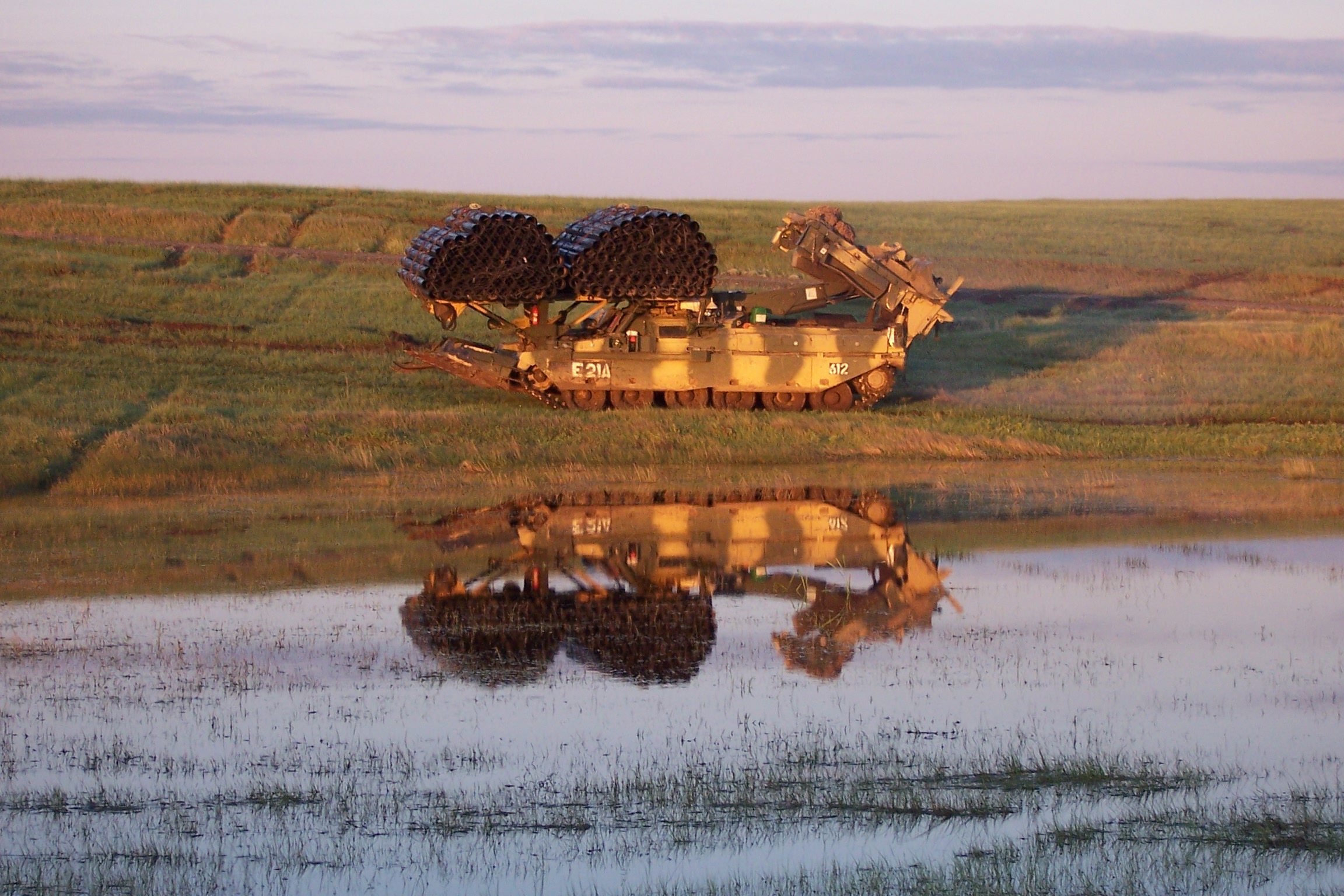
Броньована військово-інженерна машина, Канада

## Значні споруди
Після того, як Британія стала імперією, Королівським інженерам довелося брати участь у будівництві багатьох «цивільних» споруд на різних континентах. Деякі приклади найбільш значущих споруд епохи імперії можна знайти в книзі Ей Джей Смітерса (A. J. Smithers) Honourable Conquests.
У Британській Колумбії Королівські інженери під командуванням Річарда Клемента Муді побудували Нью-Вестмінстер, першу офіційну столицю нової колонії, і широку мережу доріг, в тому числі, Kingsway, внісши великий внесок у розвиток нещодавно утвореної колонії. Після розформування Колумбійського загону Королівських інженерів, більшість військовослужбовців вирішили залишитися в колонії.
Королівські інженери капітан Френсі Фоук і генерал-майор Генрі Янг Скотт спроектували Королівський Альберт-хол який є однією з найвідоміших будівель Великої Британії, яку знають у всьому світі.
Велика частина інфраструктури британської Індії, частина якої діє досі, була створена інженерами армій трьох Президентств, на які ділилися території в Індії і перебували під управлінням Британської Ост-Індської компанії, і Королівськими інженерами. Лейтенант (пізніше генерал та сер) Артур Томас Коттон проектував і керував більшою частиною іригаційних робіт на річці Кавері, забезпечивши в кінці 1820-х років водою рисові посіви в районах Танджор і Тричинополі. У 1840-х роках він спланував проект іригації дельти річки Годаварі і зробив порт Какінада придатним для судноплавства. У 1983 році уряд Індії встановило в Східному Годаварі статую на його честь.
У 1826—1832 роках Королівські інженери під керівництвом підполковника Джона Бая збудували канал Рідо, який з'єднав Оттаву і Кінгстон. Побудований на випадок війни з США, щоб забезпечити безпеку комунікацій між Монреалем і британською військово-морською базою в Кінгстоні, він продовжує функціонувати донині з використанням багатьох вихідних споруд. У 2007 році канал Рідо був включений в список Всесвітньої спадщини ЮНЕСКО як добуток творчого генія людини.
Головним інженером при будівництві Гангского каналу (1842-1854) був королівський інженер полковник сер Колін Скотт-Монкрієфф. Пізніше, Скотт-Монкрієфф був заступником державного секретаря громадських робіт в Єгипті, де керував загороджувальними та іригаційними роботами на Нілі в Нижньому Єгипті.

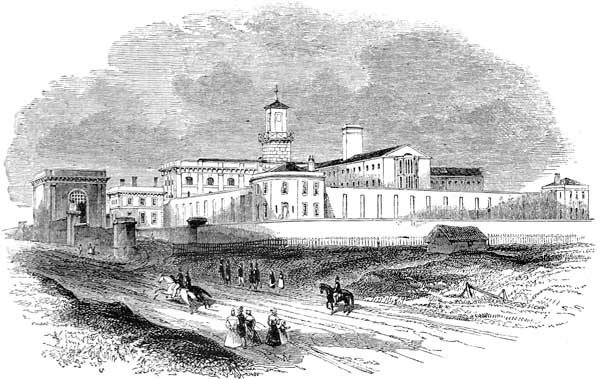
Пентонвільская в'язниця, спроектована капітаном Королівських інженерів Джошуа Джеббом

У 1840-1842 рр. за проектом капітана Королівських інженерів Джошуа Джебба була побудована Пентонвільская в'язниця. Проектуючи в'язницю Джебб ввів ряд нововведень, такі як окремі камери з опаленням, вентиляцією і каналізацією.
Топографічний рівень Ебні (ручний рівень з клинометром), який використовували при межуванні земель, винайшов у 1870-х роках англійський астроном і хімік Вільям де Вайвлеслі Ебней, капітан Корпусу королівських інженерів, під час навчання в Королівській школі військових інженерів у Чатемі.

### Картографія
Королівські інженери багато займалися картографуванням, зокрема, визначили межі ряду держав, діючи від імені британського уряду, так і за дорученням також іноземних держав. Зокрема, члени Корпусу визначили межі Канади і США (1839 і 1858), Російської та Османської імперій (1856 і 1857), Болгарського князівства (1878), Грецького королівства та Османської імперії (1880), Російської імперії та Емірату Афганістан (1884), Британської Індії і Емірату Афганістан (1894), Чилі і Аргентини (1902), Перу і Болівії (1911).
Виборча реформа 1832 року вимагала уточнення меж населених пунктів Англії та Уельсу. Збором статистичної інформації та визначенням нових кордонів керували лейтенанти Корпусу королівських інженерів Доусон і Томас Друммонд.

## Професії

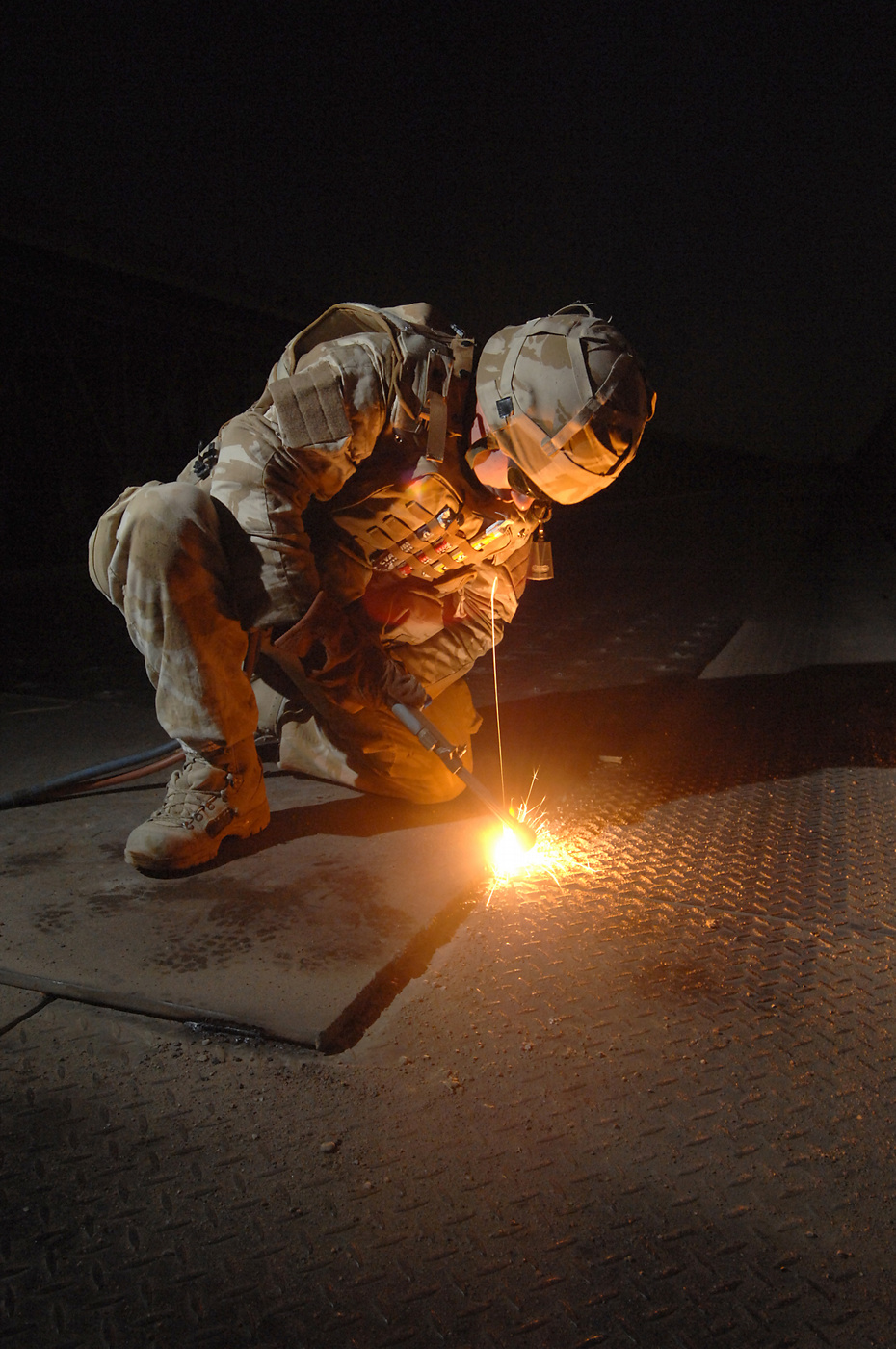
Сапер-зварювальник за роботою, Ірак

Всі військовослужбовці Корпусу королівських інженерів навчаються інженерній та саперній справі. Всі сержанти і сапери (рядові) також мають другу професію. Список других професій рядових і сержантів Корпусу включає в себе такі як, фахівець з кондиціювання, електрик, слюсар, механік, сантехнік, муляр, штукатур/муляр, тесля/столяр, зварювальник, технік будівельних матеріалів, кресляр, спеціаліст технічної підтримки географічної служби, інженер-геодезист, інженер-бронетехнік, водій, ІТ-інженер, інженер-спеціаліст з логістики, інженер з машин-амфібій, спеціаліст по знешкодженню вибухових пристроїв, водолаз. Вони можуть також здійснювати відбір та навчання кваліфікованих фахівців таких як командос або військові парашутисти. Жінки мають право працювати за будь-якою інженерною спеціальністю в Корпусі.

## Підрозділи

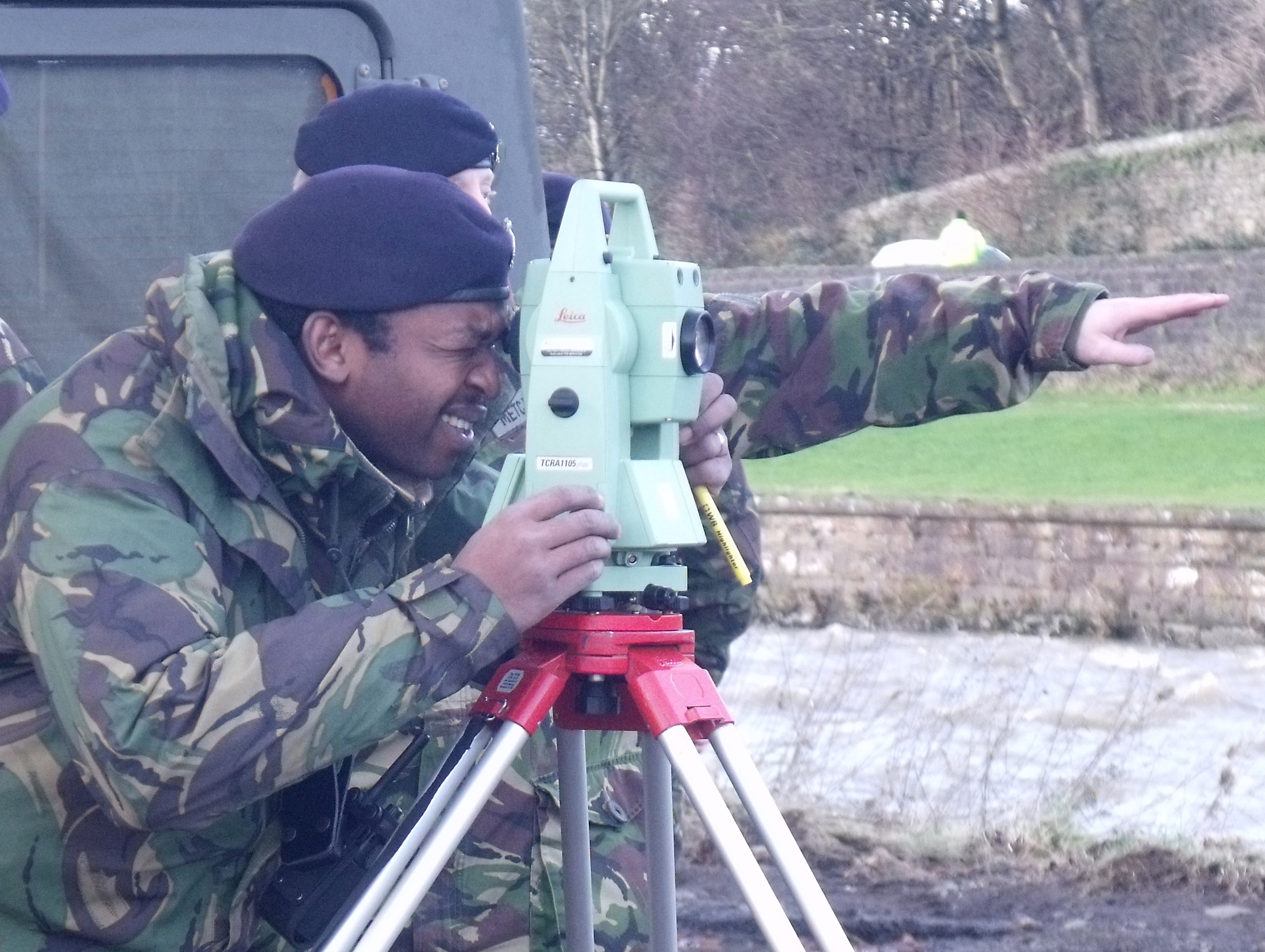
Геодезісти Корпусу королівських інженерів в Європі

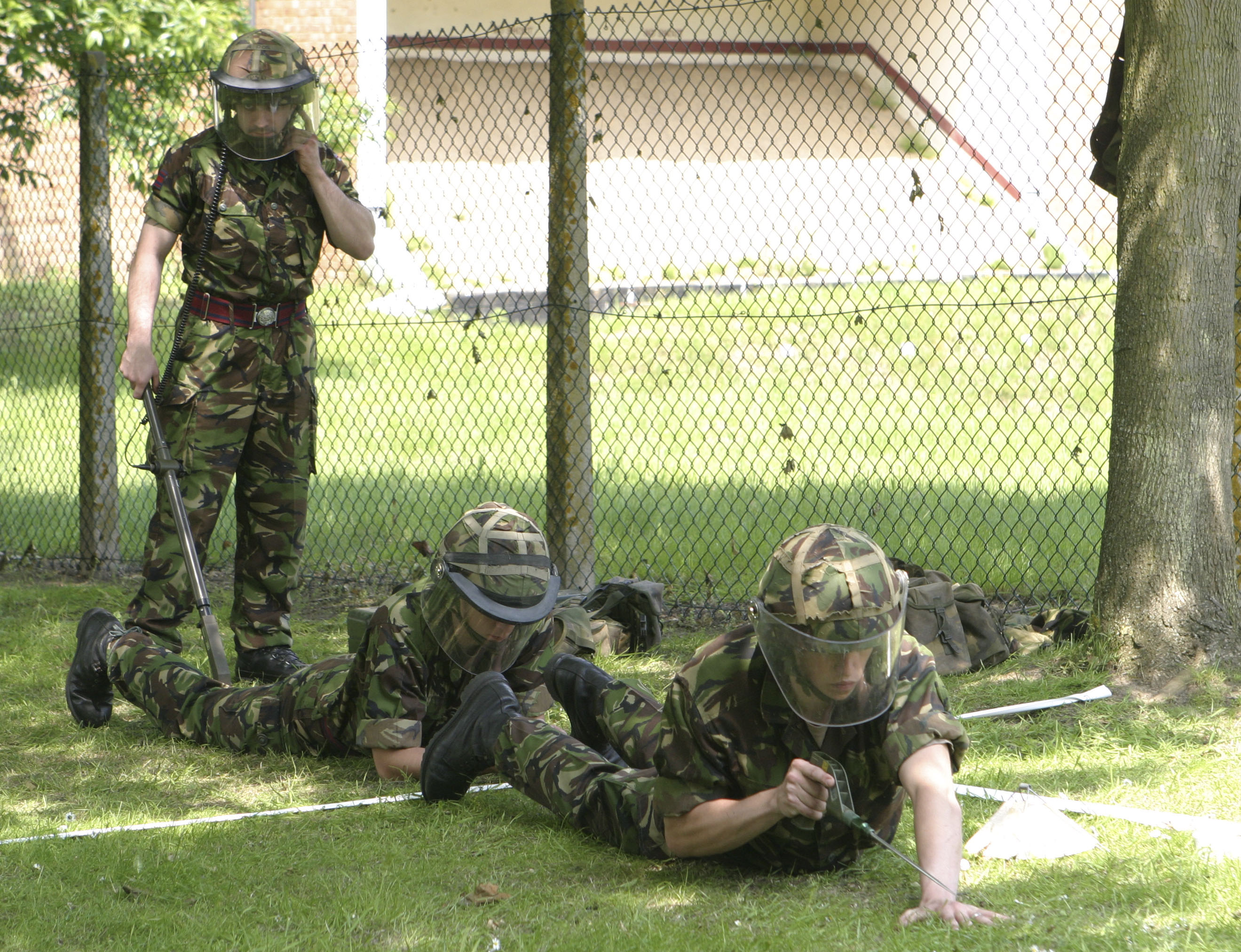
Бійці 20-ї польової ескадрильї 36-го інженерного полку навчаються розмінуванню

У складі корпусу знаходиться 8-ма інженерна бригада. У неї входять 4 групи, в тому числі, 3 інженерні:
- 12-та інженерна група (21-й, 32-й, 36-й і 39-й інженерні полки)[34]
- 25-та інженерна група (22-й, 26-й і 35-й інженерні полки)
- 170-та інфраструктурна інженерна група (7 робочих груп, в тому числі, в штаб-квартирі)[35]
- 29-та група знешкодження боєприпасів і пошуку (11-й, 33-й і 101-й інженерні полки, а також 1-й полк військово-службових собак)[36]

Інші підрозділи:
- 23-й парашутний інженерний полк (входить до складу 16-ї десантно-штурмової бригади)[37]
- 24-й інженерний полк спеціального призначення (входить до складу 3-ї бригади командос)[38]
- 42-й інженерний полк (географічний)[39]
- 5 полків резервістів (71, 75-й і 101-й (Лондонський) інженерні полки, а також ветеранський Королівський Монмутширський полк Королівських інженерів і Резервний полк мінерів)
- Корпус інженерно-логістичного персоналу (волонтерський)[40]
- Ноттингемширський оркестр Королівських інженерів.[41]

### Королівська школа військової техніки

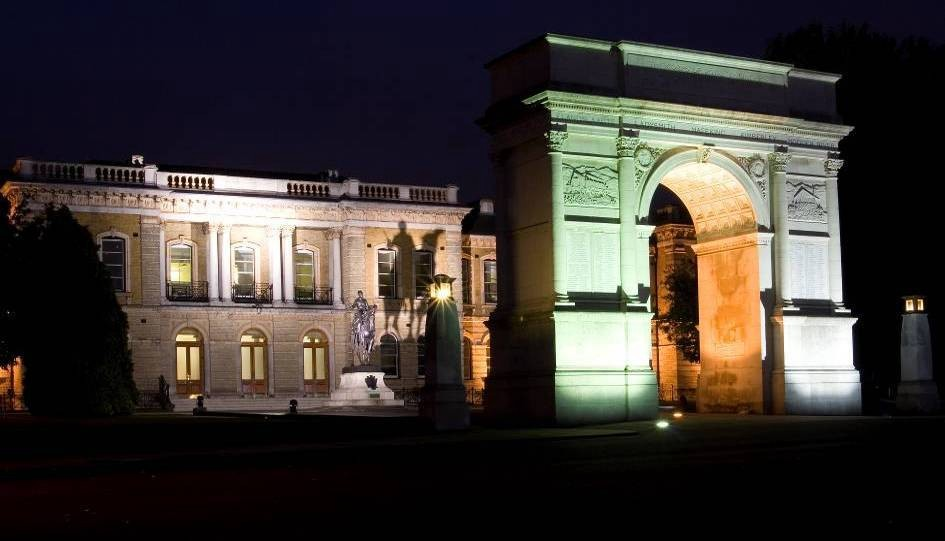
Штаб-квартира Королівської школи військової техніки

Королівська школа військової техніки — центр Британської армії з вивчення передового досвіду у галузях військово-технічних проблем, знешкодження боєприпасів та протидії тероризму. Розташована в декількох місцях (Чатем в Кенті, Кемберлі у Сурреї і Бичестер в графстві Оксфордшир). Включає 2 інженерні школи (Бойову і Будівельну), Крило військової справи (створено в результаті злиття Командного та Інженерно-тактичного крил), школу мінерної справи, Національний пошуковий центр, Армійський тренувальний центр, групу навчання водолазів і оркестр Корпусу королівських інженерів (є частиною Музичного корпусу Армі, але носить уніформу королівських інженерів).

## Нагороди
За всю історію Корпусу королівських інженерів 37 його службовців були нагороджені Хрестом Вікторії, найвищою та найбільш престижною нагородою Великої Британії за мужність перед лицем ворога.. З них, 16 осіб були нагороджені під час Першої світової війни, 8 під час Кримської війни і по 2 людини під час Другої світової і Другої англо-бурської. Серед них:
- Лено Джордж Хоукер (загинув 23 листопада 1915 або 1916 року), льотчик-ас Першої світової війни, збив 7 літаків ворога.[46]
- сержант Томас Френк Дюррант (загинув 28 березня 1942 року під час рейду на Сен-Назер), єдиний кавалер Хреста Вікторії, який отримав його за бойові дії на морі за рекомендацією командувача супротивників.
- сер Філіп Нім (1888-1978), генерал-лейтенант, учасник Першої і Другої світових воєн, під час останньої потрапив у полон, але зумів втекти.